# Állatorvosi ló
Állatorvosi lóhoz szokás hasonlítani egy jelenséget vagy intézményt, ha az összes elképzelhető hiba, betegség, tünet kimutatható rajta.
A kifejezés az Eötvös Károly politikus által írt Emlékezések című esszékötet Egy Deák-adoma című elbeszéléséből származik és eredetileg egy állatorvosi témájú illusztrációra vonatkozik. Máttyus Nepomuk János (1794–1881) Lótudomány című könyve (Pest, 1845) címlapján egy olyan ló képe látható, amelyen egyszerre van feltüntetve az összes külső és belső betegség, amely egy lovat életében érhet.
"(...)Abban az időtájban jelent meg dr. Máttyus-tól a lovakról egy különben becses szakkönyv, melynek ez volt a czíme: >Lótudomány.<< E könyvnek czímlapján le volt rajzolva egy beteg ló s erre rá volt rajzolva mindennemű betegség, mely a lovakon csikó koruktól fogva vénségükig előfordulhat. Mindennemű belső és külső betegség.
Deák rögtön elolvasta báró Eötvös irányregényét s midőn pár nap múlva báró Eötvös őt meglátogatá s a regény felől véleményét kérdezé, Deák nem felelt egyenesen, hanem eszében tartva azt, hogy báró Eötvös minden elképzelhető megyei visszaélést egy megyére alkalmazva, élénk költői tehetséggel felhord a regényben, egész komolysággal oda fordul Eötvöshöz:
- Ismered Máttyus Lótudományát?
Báró Eötvös megütközve feleli:
Nem ismerem.
Deák erife előveszi Máttyus könyvét s a czímlapot
s azon a beteg lóalakot mutatva, ezt mondja: Nézd barátom, mind ez a lóbetegség előfordul, hanem azért ilyen ló nincs a világon s nem is volt.
Báró Eötvös, a költő, a tudós s az államférfi egy szót se szólt többé, mert ebből teljesen megértette, miként vélekedik Deák a megyerendszer elleni hajtóvadászatról
S különösen miként vélekedik a »Falu jegyzője< czímű regény politikai értékéről."
- lmforgatás állatorvosi lova: három év késéssel, az eredeti költségvetés ötszöröséért fejezték be; unalmas történetre épül, amin csak ront a forgatókönyv; színvonaltalan a rendezés; másodvonalbeli színészek magukat is alulmúló játékát láthatjuk; minősíthetetlen az operatőri és a vágói munka; és még világítani sem sikerült rendesen. A zene pedig kifejezetten idegesítő.”